# Fátima (Teresópolis)
Nossa Senhora de Fátima ou simplesmente Fátima é um bairro de Teresópolis, cidade localizada no interior do estado do Rio de Janeiro.

## Demografia
De acordo com o Instituto Brasileiro de Geografia e Estatística (IBGE), sua população no ano de 2010 era de 1 600 habitantes, sendo 830 mulheres (51.9%) e 770 homens (48.1%), possuindo um total de 840 domicílios.

## Cultura

### Museus, centros culturais e eventos
No bairro, com apoio da Secretaria Municipal de Cultura, pode-se fazer uma visita de exposição de artes, na Casa de Cultura Adolpho Bloch.